# Pítica VI
La Pítica VI és un epinici que se'ns conserva del poeta grec Píndar.
Segons l'epígraf l'himne està dedicat a Xenòcrates d'Agrigent, amo de la quadriga que va vèncer a Delfos el 490 aC. Pertanyia a la família dels Emmènides i era germà de Teró, que dos anys després esdevendria senyor d'Agrigent (tot i que en aquell moment ja n'era el governant oficiós). El conductor del carro, però, havia estat Trasíbul, el seu fill, a la llaor del qual es
va compondre veritablement l'epinici, destacant especialment la seva pietat filial i la suavitat de la seva joventut.
El poema també és del 490 aC i fou executat a Delfos (camí del temple d'Apol·lo) tot d'una després de la victòria. D'entre els conservats és el segon més antic, just després de la Pítica X, i a diferència de la majoria dels epinicis pindàrics està format per estrofa independents (com la Pítica XII) i no pel sistema de tríades estrofa-antiestrofa-èpode.
Xenòcrates encarregà la composició del cant formal de la victòria a Simònides, no a Píndar; aquest hauria compost la seva oda ràpidament i de forma voluntària pel triomf del seu amic Trasíbul. Segurament això explica que aquesta pítica tengui més caràcter d'encomi que d'himne triomfal.
Mètrica: monostròfica, ritmes eòlics i dímetres coriàmbics.
| Text en grec ΞΕΝΟΚΤΡΑΤΕΙ ΑΚΡΑΓΑΤΙΝῼ ΑΡΜΑΤΙ στροφή α' ἀκούσατ': ἦ γὰρ ἑλικώπιδος Ἀφροδίτας ἄρουραν ἢ Χαρίτων ἀναπολίζομεν, ὀμφαλὸν ἐριβρόμου χθονὸς ἐς νάιον προσοιχόμενοι: Πυθιόνικος ἔνθ' ὀλβίοισιν Ἐμμενίδαις ποταμίᾳ τ' Ἀκράγαντι καὶ μὰν Ξενοκράτει ἑτοῖμος ὕμνων θησαυρὸς ἐν πολυχρύσῳ Ἀπολλωνίᾳ τετείχισται νάπᾳ: στροφή β' τὸν οὔτε χειμέριος ὄμβρος ἐπακτὸς ἐλθών ἐριβρόμου νεφέλας στρατὸς ἀμείλιχος, οὔτ' ἄνεμος ἐς μυχοὺς ἁλὸς ἄξοισι παμφόρῳ χεράδει τυπτόμενον. φάει δὲ πρόσωπον ἐν καθαρῷ πατρὶ τεῷ, Θρασύβουλε, κοινάν τε γενεᾷ λόγοισι θνατῶν εὔδοξον ἅρματι νίκαν Κρισαίαισιν ἐν πτυχαῖς ἀπαγγελεῖ. στροφή γ' σύ τοι σχεθών νιν ἐπιδέξια χειρός, ὀρθὰν ἄγεις ἐφημοσύναν, τά ποτ' ἐν οὔρεσι φαντὶ μεγαλοσθενεῖ Φιλύρας υἱὸν ὀρφανιζομένῲ Πηλεί¤δᾳ παραινεῖν: μάλιστα μὲν Κρονίδαν, βαρυόπαν στεροπᾶν κεραυνῶν τε πρύτανιν, θεῶν σέβεσθαι: ταύτας δὲ μή ποτε τιμᾶς ἀμείρειν γονέων βίον πεπρωμένον. στροφή δ' ἔγεντο καὶ πρότερον Ἀντίλοχος βιατὰς νόημα τοῦτο φέρων, ὃς ὑπερέφθιτο πατρός, ἐναρίμβροτον ἀναμείναις στράταρχον Αἰθιόπων Μέμνονα. Νεστόρειον γὰρ ἵππος ἅρμ' ἐπέδα Πάριος ἐκ βελέων δαιχθείς: ὁ δ' ἔφεπεν κραταιὸν ἔγχος: Μεσσανίου δὲ γέροντος δονηθεῖσα φρὴν βόασε παῖδα ὅν: στροφή ε' χαμαιπετὲς δ' ἄρ' ἔπος οὐκ ἀπέριψεν: αὐτοῦ μένων δ' ὁ θεῖος ἀνὴρ πρίατο μὲν θανάτοιο κομιδὰν πατρός, ἐδόκησέν τε τῶν πάλαι γενεᾷ ὡπλοτέροισιν, ἔργον πελώριον τελέσαις, ὕπατος ἀμφὶ τοκεῦσιν ἔμμεν πρὸς ἀρετάν. τὰ μὲν παρίκει: τῶν νῦν δὲ καὶ Θρασύβουλος πατρῴαν μάλιστα πρὸς στάθμαν ἔβα, στροφή ς' πάτρῳ τ' ἐπερχόμενος ἀγλαί¤αν {ἔδειξεν} ἅπασαν. νόῳ δὲ πλοῦτον ἄγει, ἄδικον οὔθ' ὑπέροπλον ἥβαν δρέπων, σοφίαν δ' ἐν μυχοῖσι Πιερίδων: τίν τ', Ἐλέλιχθον, ἄρχεις ὃς ἱππιᾶν ἐσόδων, μάλα ἁδόντι νόῳ, Ποσειδᾶν, προσέχεται. γλυκεῖα δὲ φρὴν καὶ συμπόταισιν ὁμιλεῖν μελισσᾶν ἀμείβεται τρητὸν πόνον. | Traducció de Lluís Enric Apesteguia Ripoll Α XENÒCRATES D'AGRIGENT, VENCEDOR EN LA CURSA DE CARROS Estrofa 1a Escoltau: sens dubte cultivam el camp d'Afrodita d'ulls vius o el de les Gràcies tot anant cap a la marina guixa de la terra bramuladora; allà a llaor dels benaurats Emmènides, del fluvial Agrigent i certament de Xenòcrates s'ha bastit el pític tresor dels himnes fixat a l'apol·línia vall rica en or; Estrofa 2a ni l'estrangera pluja de l'hivern, dur exèrcit que ve dels niguls bramuladors, ni el vent no l'arrossegaran cap el fons de la mar colpint-lo amb grava molt fèrtil. Sa façana, en una llum pura, fa saber al teu pare, Trasíbul, i a ton llinatge amb paraules de mortals la famosa victòria en el carro, comuna, als congosts de Crisa. Estrofa 3a Tu que la tens a la mà dreta, en efecte una dreturera ordre serves, el mateix que fa temps a les muntanyes, diuen, el fill de Fíliras aconsellà al potent Pèlida, allunyat dels pares: que sobretot el Crònida de greu veu, sobirà del llampec i el raig, entre els déus veneràs i que mai desposseís d'aquest honor la vida dels pares, determinada pel destí. Estrofa 4a També en temps primer va resultar tenir aquest pensament el fort Antíloc, qui va morir pel seu pare després de fer front a l'assassí cabdill dels etíops, Mèmnon. El cavall, ferit pels dards de Paris, detenia el carro de Nèstor; aquell brandava una forta llança; l'agitat cor del vell messeni cridava el fill; Estrofa 5a i la paraula, ai, no va llançar-la perquè jagués al terra: allà el diví home, mantenint-se ferm, va comprar la salvació del pare amb sa pròpia mort, i al llinatge dels antics, als més joves, per haver acomplert aquesta tasca enorme els va semblar que era el més encaminat a l'excel·lència per mor dels pares. Això és el que va passar; d'entre els d'ara sobretot Trasíbul ha anat segons la regla paterna, Estrofa 6a i quan segueix l'oncle fa evident tota la seva esplendor. Αmb seny duu la riquesa, sense recollir una jovenesa ni injusta ni orgullosa, però sí la saviesa de les muses en la seva part més íntima; i a tu, sacsejador de la terra, que presideixes les entrades hípiques, amb una ment molt agradosa, Posidó, se't dedica. Son cor dolç i sa forma de tractar amb comensals sobrepassa la feina perforada de les abelles. |